# 襄城公主
襄城公主（じょうじょうこうしゅ）は、中国の唐の太宗李世民の長女。

## 経歴
公主は蕭鋭（蕭瑀の子）に降嫁した。性格は親孝行で温厚であり、行動は規範に従ったので、太宗は諸公主に襄城公主を見習うように命じた。役人が別邸を造営することを公主に告げたとき、「婦人は舅や姑に対して父母に対するように仕えなくてはなりません。邸を別にすると蕭家の面倒を見られません」と断った。古い邸にとどまり、その門には2人の護衛がいるだけだった。公主が永徽2年（651年）に亡くなると、高宗は命婦朝堂で哀悼し、工部侍郎の丘行淹（丘和の子）を派遣して葬儀に駆けつけさせ、公主を昭陵に陪葬させた。葬列が故城にいたると、高宗は楼閣に上って望み、哀哭しながら柩を送ったという。

## 伝記資料
- 『新唐書』巻83 列伝第8「諸帝公主伝」